# 21e étape du Tour d'Italie 2020
Pour un article plus général, voir Tour d'Italie 2020.
La 21e et dernière étape du Tour d'Italie 2020 se déroule le dimanche 25 octobre 2020, sous la forme d'un contre-la-montre individuel entre Cernusco sul Naviglio et Milan, sur une distance de 15,7 km.

## Déroulement de la course
Flippo Ganna s'adjuge le contre-la-montre final, avec 32 secondes d'avance sur Victor Campenaerts et Rohan Dennis. En remportant les trois épreuves chronométrées sur un même Tour d'Italie, il égale les performances de Knut Knudsen en 1981 et de Tony Rominger en 1995. Tao Geoghegan Hart concède 58 secondes, Jai Hindley 1 minute 37. Geoghegan Hart remporte ainsi le classement général et le classement du meilleur jeune, avec 39 secondes d'avance sur Hindley. Geoghegan Hart réalise le troisième doublé maillot rose-maillot blanc de l'histoire de l'épreuve, après Evgueni Berzin en 1994 et Nairo Quintana en 2014. Il s'agit de la deuxième victoire finale britannique, deux ans après celle de Christopher Froome. Hindley est le second Australien à monter sur le podium du Giro après Cadel Evans, 3e en 2013. 11e de l'étape à 55 secondes, Wilco Kelderman complète le podium, à 1 minute 29. Ces trois coureurs montent pour la première fois de leur carrière sur le podium d'un grand tour. Quatrième du chrono à 41 secondes, João Almeida passe devant Peio Bilbao, à environ 3 minutes du maillot rose. Ce contre-la-montre n'entraîne aucun changement au sein du reste du Top 10. Arnaud Démare devient le 3e Français à remporter le classement par points du Tour d'Italie, après Laurent Jalabert en 1999 et Nacer Bouhanni en 2014. Ruben Guerreiro est le meilleur grimpeur. Ineos remporte le classement par équipes.

## Résultats

### Classement de l'étape
| \| Classement de l'étape \| Classement de l'étape \| Classement de l'étape \| Classement de l'étape \| Classement de l'étape \| \| Coureur \| Coureur \| Pays \| Équipe \| Temps \| \| --------------------- \| --------------------- \| --------------------- \| --------------------- \| --------------------- \| \| 1er \| Filippo Ganna \| Italie \| Ineos Grenadiers \| 17 min 16 s \| \| 2e \| Victor Campenaerts \| Belgique \| NTT Pro Cycling \| + 32 s \| \| 3e \| Rohan Dennis \| Australie \| Ineos Grenadiers \| + 32 s \| \| 4e \| João Almeida \| Portugal \| Deceuninck-Quick Step \| + 41 s \| \| 5e \| Miles Scotson \| Australie \| Groupama-FDJ \| + 41 s \| \| 6e \| Josef Černý \| Tchéquie \| CCC Team \| + 44 s \| \| 7e \| Chad Haga \| États-Unis \| Team Sunweb \| + 44 s \| \| 8e \| Brandon McNulty \| États-Unis \| UAE Team Emirates \| + 46 s \| \| 9e \| Kamil Gradek \| Pologne \| CCC Team \| + 47 s \| \| 10e \| Jan Tratnik \| Slovénie \| Bahrain McLaren \| + 47 s \| |                    |            |                       |             |
| |                    |            |                       |             |
| Source : ProCyclingStats |                    |            |                       |             |
| Classement de l'étape |                    |            |                       |             |
| Coureur | Coureur            | Pays       | Équipe                | Temps       |
| 1er | Filippo Ganna      | Italie     | Ineos Grenadiers      | 17 min 16 s |
| 2e | Victor Campenaerts | Belgique   | NTT Pro Cycling       | + 32 s      |
| 3e | Rohan Dennis       | Australie  | Ineos Grenadiers      | + 32 s      |
| 4e | João Almeida       | Portugal   | Deceuninck-Quick Step | + 41 s      |
| 5e | Miles Scotson      | Australie  | Groupama-FDJ          | + 41 s      |
| 6e | Josef Černý        | Tchéquie   | CCC Team              | + 44 s      |
| 7e | Chad Haga          | États-Unis | Team Sunweb           | + 44 s      |
| 8e | Brandon McNulty    | États-Unis | UAE Team Emirates     | + 46 s      |
| 9e | Kamil Gradek       | Pologne    | CCC Team              | + 47 s      |
| 10e | Jan Tratnik        | Slovénie   | Bahrain McLaren       | + 47 s      |

### Classement au point intermédiaire
| \| Classement intermédiaire no 1 Via Padova (km 10) \| Classement intermédiaire no 1 Via Padova (km 10) \| Classement intermédiaire no 1 Via Padova (km 10) \| Classement intermédiaire no 1 Via Padova (km 10) \| Classement intermédiaire no 1 Via Padova (km 10) \| \| \| Coureur \| Pays \| Équipe \| Temps \| \| ------------------------------------------------ \| ------------------------------------------------ \| ------------------------------------------------ \| ------------------------------------------------ \| ------------------------------------------------ \| \| 1er \| Filippo Ganna \| Italie \| Ineos Grenadiers \| en 11 min 30 s \| \| 2e \| Chad Haga \| États-Unis \| Sunweb \| + 20 s \| \| 3e \| Victor Campenaerts \| Belgique \| NTT Pro Cycling \| + 21 s \| \| 4e \| Rohan Dennis \| Australie \| Ineos Grenadiers \| + 22 s \| \| 5e \| João Almeida \| Portugal \| Deceuninck-Quick Step \| + 24 s \| \| 6e \| Miles Scotson \| Australie \| Groupama-FDJ \| + 27 s \| \| 7e \| Jan Tratnik \| Slovénie \| Bahrain-McLaren \| + 27 s \| \| 8e \| Kamil Gradek \| Pologne \| CCC Team \| + 31 s \| \| 9e \| Josef Černý \| Tchéquie \| CCC Team \| + 31 s \| \| 10e \| Wilco Kelderman \| Pays-Bas \| Sunweb \| + 32 s \| \| modifier \| \| \| \| \| |                    |            |                       |                |
| Classement intermédiaire no 1 Via Padova (km 10) |                    |            |                       |                |
| | Coureur            | Pays       | Équipe                | Temps          |
| 1er | Filippo Ganna      | Italie     | Ineos Grenadiers      | en 11 min 30 s |
| 2e | Chad Haga          | États-Unis | Sunweb                | + 20 s         |
| 3e | Victor Campenaerts | Belgique   | NTT Pro Cycling       | + 21 s         |
| 4e | Rohan Dennis       | Australie  | Ineos Grenadiers      | + 22 s         |
| 5e | João Almeida       | Portugal   | Deceuninck-Quick Step | + 24 s         |
| 6e | Miles Scotson      | Australie  | Groupama-FDJ          | + 27 s         |
| 7e | Jan Tratnik        | Slovénie   | Bahrain-McLaren       | + 27 s         |
| 8e | Kamil Gradek       | Pologne    | CCC Team              | + 31 s         |
| 9e | Josef Černý        | Tchéquie   | CCC Team              | + 31 s         |
| 10e | Wilco Kelderman    | Pays-Bas   | Sunweb                | + 32 s         |
| modifier |                    |            |                       |                |

### Points attribués pour le classement par points
| \| Arrivée d'étape Milan (km 15,7) \| Arrivée d'étape Milan (km 15,7) \| Arrivée d'étape Milan (km 15,7) \| Arrivée d'étape Milan (km 15,7) \| Arrivée d'étape Milan (km 15,7) \| \| ------------------------------- \| ------------------------------- \| ------------------------------- \| ------------------------------- \| ------------------------------- \| \| \| Coureur \| Pays \| Équipe \| Point(s) \| \| 1er \| Filippo Ganna \| Italie \| Ineos Grenadiers \| 15 \| \| 2e \| Victor Campenaerts \| Belgique \| NTT Pro Cycling \| 12 \| \| 3e \| Rohan Dennis \| Australie \| Ineos Grenadiers \| 9 \| \| 4e \| João Almeida \| Portugal \| Deceuninck-Quick Step \| 7 \| \| 5e \| Miles Scotson \| Australie \| Groupama-FDJ \| 6 \| \| 6e \| Josef Černý \| Tchéquie \| CCC Team \| 5 \| \| 7e \| Chad Haga \| États-Unis \| Sunweb \| 4 \| \| 8e \| Brandon McNulty \| États-Unis \| UAE Emirates \| 3 \| \| 9e \| Kamil Gradek \| Pologne \| CCC Team \| 2 \| \| 10e \| Jan Tratnik \| Slovénie \| Bahrain-McLaren \| 1 \| \| modifier \| \| \| \| \| |                    |            |                       |          |
| Arrivée d'étape Milan (km 15,7) |                    |            |                       |          |
| | Coureur            | Pays       | Équipe                | Point(s) |
| 1er | Filippo Ganna      | Italie     | Ineos Grenadiers      | 15       |
| 2e | Victor Campenaerts | Belgique   | NTT Pro Cycling       | 12       |
| 3e | Rohan Dennis       | Australie  | Ineos Grenadiers      | 9        |
| 4e | João Almeida       | Portugal   | Deceuninck-Quick Step | 7        |
| 5e | Miles Scotson      | Australie  | Groupama-FDJ          | 6        |
| 6e | Josef Černý        | Tchéquie   | CCC Team              | 5        |
| 7e | Chad Haga          | États-Unis | Sunweb                | 4        |
| 8e | Brandon McNulty    | États-Unis | UAE Emirates          | 3        |
| 9e | Kamil Gradek       | Pologne    | CCC Team              | 2        |
| 10e | Jan Tratnik        | Slovénie   | Bahrain-McLaren       | 1        |
| modifier |                    |            |                       |          |

## Classements à l'issue de l'étape

### Classement général
| \| Classement général \| Classement général \| Classement général \| Classement général \| Classement général \| \| Coureur \| Coureur \| Pays \| Équipe \| Temps \| \| ------------------ \| ------------------- \| ------------------ \| --------------------- \| ------------------ \| \| 1er \| Tao Geoghegan Hart \| Royaume-Uni \| Ineos Grenadiers \| 85 h 40 min 21 s \| \| 2e \| Jai Hindley \| Australie \| Team Sunweb \| + 39 s \| \| 3e \| Wilco Kelderman \| Pays-Bas \| Team Sunweb \| + 1 min 29 s \| \| 4e \| João Almeida \| Portugal \| Deceuninck-Quick Step \| + 2 min 57 s \| \| 5e \| Pello Bilbao \| Espagne \| Bahrain McLaren \| + 3 min 09 s \| \| 6e \| Jakob Fuglsang \| Danemark \| Astana \| + 7 min 02 s \| \| 7e \| Vincenzo Nibali \| Italie \| Trek-Segafredo \| + 8 min 15 s \| \| 8e \| Patrick Konrad \| Autriche \| Bora-Hansgrohe \| + 8 min 42 s \| \| 9e \| Fausto Masnada \| Italie \| Deceuninck-Quick Step \| + 9 min 57 s \| \| 10e \| Hermann Pernsteiner \| Autriche \| Bahrain McLaren \| + 11 min 05 s \| |                     |             |                       |                  |
| |                     |             |                       |                  |
| Source : ProCyclingStats |                     |             |                       |                  |
| Classement général |                     |             |                       |                  |
| Coureur | Coureur             | Pays        | Équipe                | Temps            |
| 1er | Tao Geoghegan Hart  | Royaume-Uni | Ineos Grenadiers      | 85 h 40 min 21 s |
| 2e | Jai Hindley         | Australie   | Team Sunweb           | + 39 s           |
| 3e | Wilco Kelderman     | Pays-Bas    | Team Sunweb           | + 1 min 29 s     |
| 4e | João Almeida        | Portugal    | Deceuninck-Quick Step | + 2 min 57 s     |
| 5e | Pello Bilbao        | Espagne     | Bahrain McLaren       | + 3 min 09 s     |
| 6e | Jakob Fuglsang      | Danemark    | Astana                | + 7 min 02 s     |
| 7e | Vincenzo Nibali     | Italie      | Trek-Segafredo        | + 8 min 15 s     |
| 8e | Patrick Konrad      | Autriche    | Bora-Hansgrohe        | + 8 min 42 s     |
| 9e | Fausto Masnada      | Italie      | Deceuninck-Quick Step | + 9 min 57 s     |
| 10e | Hermann Pernsteiner | Autriche    | Bahrain McLaren       | + 11 min 05 s    |

| Classement par points | Classement par points | Classement par points | Classement par points       | Classement par points |
| Coureur               | Coureur               | Pays                  | Équipe                      | Points                |
| --------------------- | --------------------- | --------------------- | --------------------------- | --------------------- |
| 1er                   | Arnaud Démare         | France                | Groupama-FDJ                | 233 pts               |
| 2e                    | Peter Sagan           | Slovaquie             | Bora-Hansgrohe              | 184 pts               |
| 3e                    | João Almeida          | Portugal              | Deceuninck-Quick Step       | 108 pts               |
| 4e                    | Filippo Ganna         | Italie                | Ineos Grenadiers            | 87 pts                |
| 5e                    | Josef Černý           | Tchéquie              | CCC Team                    | 78 pts                |
| 6e                    | Andrea Vendrame       | Italie                | AG2R La Mondiale            | 78 pts                |
| 7e                    | Diego Ulissi          | Italie                | UAE Team Emirates           | 77 pts                |
| 8e                    | Simon Pellaud         | Suisse                | Androni Giocattoli-Sidermec | 70 pts                |
| 9e                    | Tao Geoghegan Hart    | Royaume-Uni           | Ineos Grenadiers            | 66 pts                |
| 10e                   | Patrick Konrad        | Autriche              | Bora-Hansgrohe              | 61 pts                |

| Classement par points | Classement par points | Classement par points | Classement par points       | Classement par points |
| Coureur               | Coureur               | Pays                  | Équipe                      | Points                |
| --------------------- | --------------------- | --------------------- | --------------------------- | --------------------- |
| 1er                   | Arnaud Démare         | France                | Groupama-FDJ                | 233 pts               |
| 2e                    | Peter Sagan           | Slovaquie             | Bora-Hansgrohe              | 184 pts               |
| 3e                    | João Almeida          | Portugal              | Deceuninck-Quick Step       | 108 pts               |
| 4e                    | Filippo Ganna         | Italie                | Ineos Grenadiers            | 87 pts                |
| 5e                    | Josef Černý           | Tchéquie              | CCC Team                    | 78 pts                |
| 6e                    | Andrea Vendrame       | Italie                | AG2R La Mondiale            | 78 pts                |
| 7e                    | Diego Ulissi          | Italie                | UAE Team Emirates           | 77 pts                |
| 8e                    | Simon Pellaud         | Suisse                | Androni Giocattoli-Sidermec | 70 pts                |
| 9e                    | Tao Geoghegan Hart    | Royaume-Uni           | Ineos Grenadiers            | 66 pts                |
| 10e                   | Patrick Konrad        | Autriche              | Bora-Hansgrohe              | 61 pts                |

| Classement de la montagne | Classement de la montagne | Classement de la montagne | Classement de la montagne | Classement de la montagne |
| Coureur                   | Coureur                   | Pays                      | Équipe                    | Points                    |
| ------------------------- | ------------------------- | ------------------------- | ------------------------- | ------------------------- |
| 1er                       | Ruben Guerreiro           | Portugal                  | EF Pro Cycling            | 234 pts                   |
| 2e                        | Tao Geoghegan Hart        | Royaume-Uni               | Ineos Grenadiers          | 157 pts                   |
| 3e                        | Thomas De Gendt           | Belgique                  | Lotto-Soudal              | 122 pts                   |
| 4e                        | Rohan Dennis              | Australie                 | Ineos Grenadiers          | 119 pts                   |
| 5e                        | Ben O'Connor              | Australie                 | NTT Pro Cycling           | 71 pts                    |
| 6e                        | Jai Hindley               | Australie                 | Team Sunweb               | 71 pts                    |
| 7e                        | Wilco Kelderman           | Pays-Bas                  | Team Sunweb               | 55 pts                    |
| 8e                        | Filippo Ganna             | Italie                    | Ineos Grenadiers          | 48 pts                    |
| 9e                        | Jonathan Castroviejo      | Espagne                   | Ineos Grenadiers          | 45 pts                    |
| 10e                       | Einer Rubio               | Colombie                  | Movistar Team             | 44 pts                    |

| Classement de la montagne | Classement de la montagne | Classement de la montagne | Classement de la montagne | Classement de la montagne |
| Coureur                   | Coureur                   | Pays                      | Équipe                    | Points                    |
| ------------------------- | ------------------------- | ------------------------- | ------------------------- | ------------------------- |
| 1er                       | Ruben Guerreiro           | Portugal                  | EF Pro Cycling            | 234 pts                   |
| 2e                        | Tao Geoghegan Hart        | Royaume-Uni               | Ineos Grenadiers          | 157 pts                   |
| 3e                        | Thomas De Gendt           | Belgique                  | Lotto-Soudal              | 122 pts                   |
| 4e                        | Rohan Dennis              | Australie                 | Ineos Grenadiers          | 119 pts                   |
| 5e                        | Ben O'Connor              | Australie                 | NTT Pro Cycling           | 71 pts                    |
| 6e                        | Jai Hindley               | Australie                 | Team Sunweb               | 71 pts                    |
| 7e                        | Wilco Kelderman           | Pays-Bas                  | Team Sunweb               | 55 pts                    |
| 8e                        | Filippo Ganna             | Italie                    | Ineos Grenadiers          | 48 pts                    |
| 9e                        | Jonathan Castroviejo      | Espagne                   | Ineos Grenadiers          | 45 pts                    |
| 10e                       | Einer Rubio               | Colombie                  | Movistar Team             | 44 pts                    |

| Classement du meilleur jeune | Classement du meilleur jeune | Classement du meilleur jeune | Classement du meilleur jeune | Classement du meilleur jeune |
| Coureur                      | Coureur                      | Pays                         | Équipe                       | Temps                        |
| ---------------------------- | ---------------------------- | ---------------------------- | ---------------------------- | ---------------------------- |
| 1er                          | Tao Geoghegan Hart           | Royaume-Uni                  | Ineos Grenadiers             | 85 h 40 min 21 s             |
| 2e                           | Jai Hindley                  | Australie                    | Team Sunweb                  | + 39 s                       |
| 3e                           | João Almeida                 | Portugal                     | Deceuninck-Quick Step        | + 2 min 57 s                 |
| 4e                           | Sergio Samitier              | Espagne                      | Movistar Team                | + 35 min 29 s                |
| 5e                           | James Knox                   | Royaume-Uni                  | Deceuninck-Quick Step        | + 37 min 41 s                |
| 6e                           | Brandon McNulty              | États-Unis                   | UAE Team Emirates            | + 38 min 10 s                |
| 7e                           | Aurélien Paret-Peintre       | France                       | AG2R La Mondiale             | + 45 min 04 s                |
| 8e                           | Ben O'Connor                 | Australie                    | NTT Pro Cycling              | + 1 h 02 min 57 s            |
| 9e                           | Sam Oomen                    | Pays-Bas                     | Team Sunweb                  | + 1 h 03 min 46 s            |
| 10e                          | Matteo Fabbro                | Italie                       | Bora-Hansgrohe               | + 1 h 13 min 49 s            |

| Classement du meilleur jeune | Classement du meilleur jeune | Classement du meilleur jeune | Classement du meilleur jeune | Classement du meilleur jeune |
| Coureur                      | Coureur                      | Pays                         | Équipe                       | Temps                        |
| ---------------------------- | ---------------------------- | ---------------------------- | ---------------------------- | ---------------------------- |
| 1er                          | Tao Geoghegan Hart           | Royaume-Uni                  | Ineos Grenadiers             | 85 h 40 min 21 s             |
| 2e                           | Jai Hindley                  | Australie                    | Team Sunweb                  | + 39 s                       |
| 3e                           | João Almeida                 | Portugal                     | Deceuninck-Quick Step        | + 2 min 57 s                 |
| 4e                           | Sergio Samitier              | Espagne                      | Movistar Team                | + 35 min 29 s                |
| 5e                           | James Knox                   | Royaume-Uni                  | Deceuninck-Quick Step        | + 37 min 41 s                |
| 6e                           | Brandon McNulty              | États-Unis                   | UAE Team Emirates            | + 38 min 10 s                |
| 7e                           | Aurélien Paret-Peintre       | France                       | AG2R La Mondiale             | + 45 min 04 s                |
| 8e                           | Ben O'Connor                 | Australie                    | NTT Pro Cycling              | + 1 h 02 min 57 s            |
| 9e                           | Sam Oomen                    | Pays-Bas                     | Team Sunweb                  | + 1 h 03 min 46 s            |
| 10e                          | Matteo Fabbro                | Italie                       | Bora-Hansgrohe               | + 1 h 13 min 49 s            |

| Classement par équipes | Classement par équipes | Classement par équipes | Classement par équipes |
| Équipe                 | Équipe                 | Pays                   | Temps                  |
| ---------------------- | ---------------------- | ---------------------- | ---------------------- |
| 1re                    | Ineos Grenadiers       | Royaume-Uni            | 257 h 15 min 58 s      |
| 2e                     | Deceuninck-Quick Step  | Belgique               | + 22 min 32 s          |
| 3e                     | Team Sunweb            | Allemagne              | + 28 min 50 s          |
| 4e                     | Bahrain McLaren        | Bahreïn                | + 32 min 50 s          |
| 5e                     | Bora-Hansgrohe         | Allemagne              | + 1 h 12 min 34 s      |
| 6e                     | NTT Pro Cycling        | Afrique du Sud         | + 1 h 49 min 59 s      |
| 7e                     | AG2R La Mondiale       | France                 | + 2 h 04 min 38 s      |
| 8e                     | Movistar Team          | Espagne                | + 2 h 08 min 26 s      |
| 9e                     | Astana                 | Kazakhstan             | + 2 h 29 min 44 s      |
| 10e                    | Trek-Segafredo         | États-Unis             | + 2 h 42 min 36 s      |

| Classement par équipes | Classement par équipes | Classement par équipes | Classement par équipes |
| Équipe                 | Équipe                 | Pays                   | Temps                  |
| ---------------------- | ---------------------- | ---------------------- | ---------------------- |
| 1re                    | Ineos Grenadiers       | Royaume-Uni            | 257 h 15 min 58 s      |
| 2e                     | Deceuninck-Quick Step  | Belgique               | + 22 min 32 s          |
| 3e                     | Team Sunweb            | Allemagne              | + 28 min 50 s          |
| 4e                     | Bahrain McLaren        | Bahreïn                | + 32 min 50 s          |
| 5e                     | Bora-Hansgrohe         | Allemagne              | + 1 h 12 min 34 s      |
| 6e                     | NTT Pro Cycling        | Afrique du Sud         | + 1 h 49 min 59 s      |
| 7e                     | AG2R La Mondiale       | France                 | + 2 h 04 min 38 s      |
| 8e                     | Movistar Team          | Espagne                | + 2 h 08 min 26 s      |
| 9e                     | Astana                 | Kazakhstan             | + 2 h 29 min 44 s      |
| 10e                    | Trek-Segafredo         | États-Unis             | + 2 h 42 min 36 s      |

## Abandons
Aucun abandon